# 卡瓜蘇 (巴拉圭)
25°27′S 56°1′W / 25.450°S 56.017°W
卡瓜蘇（西班牙語：Caaguazú）是巴拉圭的城鎮，位於該國東部，由卡瓜蘇省負責管轄，始建於1845年5月8日，距離亞松森180公里，面積977.64平方公里，海拔高度315米，2008年人口160,513，人口密度每平方公里164.18人。